# Dobârlău
Dobârlău (en hongrois: Dobolló) est une commune roumaine du județ de Covasna dans le Pays sicule en Transylvanie. Elle est composée des quatre villages suivants :
- Dobârlău, siège de la commune
- Lunca Mărcușului (Bélmező)
- Mărcuș (Márkos)
- Valea Dobârlăului (Dobollópatak)

## Localisation
Mărcuș est situé à l'ouest du județ de Covasna, à l'est de la Transylvanie, sur la rive gauche de la Negru, à 21 km de Sfântu Gheorghe (Sepsiszentgyörgy).

## Monuments et lieux touristiques
- Église “Assomption de Marie” du village de Dobârlău (construite en 1795), monument historique
- Église orthodoxe du village de Mărcuș (construite au XVe siècle), monument historique
- Monastère de Mărcuș[2]
- Rivière Negru
- Les montagnes Întorsurii